# Murat III.
Murat III. (4. srpnja 1546. – 15. siječnja 1595.), osmanski sultan.
Za razliku od svojih predaka, Murat III. nakon smrti svog oca Selima II. 12. prosinca 1574. postaje sultanom bez ikakvih internih borbi. Od oca nasljeđuje i velikog vezira Mehmed pašu Sokolovića, koji upravlja državom do svoje smrti 1579. godine.
Iako se država nalazila u konstantnom slabljenju tijekom njegove vladavine, to još nije bilo primjetno vanjskim silama. Jednostavno govoreći, Carstvo ovolike snage se moglo kretati po inerciji nekoliko desetljeća poslije dostizanja vrhunca moći. To se baš događalo tijekom njegove vladavine. Po uzoru na oca, ovaj sultan gubi više vremena u haremu nego na državnim poslovima, prepuštajući državu miljenicima i korupciji.
Bolovao je od astme, koju mu je izliječio dubrovački liječnik podrijetlom iz Nevesinja, poslije trebinjski biskup, Toma Budislavić Natalis.
Kad je Murat III. umro, naslijedio ga je sin Mehmed III.